# Rashid Yussuff
Rashid Olatokunbo Oladobe Alao Yussuff (ur. 23 września 1989 w Londynie) – angielski piłkarz nigeryjskiego pochodzenia występujący na pozycji pomocnika.

## Kariera klubowa
W latach 2006–2008 trenował w akademii Charlton Athletic FC, w którego barwach brał udział w rozgrywkach Premier Academy League i FA Youth Cup. W 2008 roku rozpoczął występy w drużynie rezerw tego klubu, natomiast w styczniu 2009 roku rozegrał jedyny oficjalny mecz dla Charltonu w spotkaniu przeciwko Norwich City FC w ramach III rundy Pucharu Anglii 2008/09 (1:0). Z powodu braku możliwości regularnych występów był wypożyczany do klubów grających w Conference National: Northwich Victoria FC i Ebbsfleet United FC.
Po sezonie 2008/09 Yussuff definitywnie odszedł z Charltonu i odbył testy w Gillingham FC (EFL League One), po których podpisał roczną umowę. Pełnił tam funkcję zmiennika Curtisa Westona i zaliczył 8 ligowych meczów, z czego 2 w podstawowym składzie. W czerwcu 2010 roku został graczem AFC Wimbledon, rywalizującego w Conference National i stał się tam podstawowym zawodnikiem. W sezonie 2010/11 wystąpił ze swoim zespołem w fazie play off, w której Wimbledon pokonał Fleetwood Town FC i Luton Town FC i awansował do EFL League Two. Latem 2013 roku Yussuff odszedł z klubu i w sezonie 2013/14 występował w półzawodowych drużynach Margate FC (Ryman League Premier Division) i Hayes & Yeading United FC (Conference South).
W styczniu 2015 roku Yussuff podpisał kontrakt z maltańskim klubem Żebbuġ Rangers. 10 stycznia rozegrał swój pierwszy mecz w Maltese Premier League w spotkaniu przeciwko Sliema Wanderers (2:1). Łącznie zaliczył 16 ligowych występów, w których zdobył 4 bramki. Na zakończenie sezonu 2014/15 Rangers zajęli ostatnie miejsce w tabeli i spadli do First Division, przez co skorzystał on z klauzuli pozwalającej mu zerwać umowę.
Latem 2015 roku odbył testy w Arce Gdynia prowadzonej przez Grzegorza Nicińskiego, po których podpisał roczny kontrakt. Po roku Arka uzyskała awans do Ekstraklasy, w której Yussuff zadebiutował 18 lipca 2016 w przegranym 0:2 spotkaniu z Bruk-Bet Termalicą Nieciecza, wchodząc na boisko w 76. minucie za Yannicka Kakoko. Po rundzie jesiennej sezonu 2016/17 jego umowę rozwiązano za porozumieniem stron. Ogółem rozegrał w barwach Arki 31 ligowych meczów, w tym 12 na poziomie Ekstraklasy.
W marcu 2017 roku został graczem islandzkiego klubu Íþróttabandalag Akraness. 30 kwietnia zaliczył premierowe spotkanie w Úrvalsdeild w meczu z mistrzem kraju Fimleikafélag Hafnarfjarðar, zakończonym porażką 2:4. Po sezonie 2017, w którym zanotował on 17 występów, Akraness spadło z ligi. W kwietniu 2018 roku Yussuff podpisał kontrakt z innym spadkowiczem – Ungmennafélagið Víkingur, ale po krótkim czasie z powodu kontuzji opuścił klub, nie rozegrawszy żadnego meczu.
W czerwcu 2023 roku Yussuff został piłkarzem Chatham Town FC (Isthmian League Premier Division), po czym wkrótce opuścił zespół bez zaliczenia oficjalnego debiutu.

## Kariera reprezentacyjna
W latach 2004–2007 występował w juniorskich kadrach Anglii w kategorii U-16, U-17 oraz U-18.

## Statystyki klubowe
| Klub                         | Sezon             | Liga                          | Liga  | Liga   | Puchar kraju | Puchar kraju | Puchar ligi | Puchar ligi | Kontynentalne | Kontynentalne | Inne  | Inne   | Razem | Razem  |
| Klub                         | Sezon             | Liga                          | Mecze | Bramki | Mecze        | Bramki       | Mecze       | Bramki      | Mecze         | Bramki        | Mecze | Bramki | Mecze | Bramki |
| ---------------------------- | ----------------- | ----------------------------- | ----- | ------ | ------------ | ------------ | ----------- | ----------- | ------------- | ------------- | ----- | ------ | ----- | ------ |
| Charlton Athletic FC         | 2008/2009         | EFL Championship              | 0     | 0      | 1            | 0            | 0           | 0           | —             | —             | —     | —      | 1     | 0      |
| Northwich Victoria FC (wyp.) | 2008/2009         | Conference National           | 7     | 0      | —            | —            | —           | —           | —             | —             | 1     | 0      | 8     | 0      |
| Ebbsfleet United FC (wyp).   | 2008/2009         | Conference National           | 8     | 1      | —            | —            | —           | —           | —             | —             | —     | —      | 8     | 1      |
| Gillingham FC                | 2009/2010         | EFL League One                | 8     | 0      | 0            | 0            | 0           | 0           | —             | —             | 1     | 0      | 9     | 0      |
| AFC Wimbledon                | 2010/2011         | Conference National           | 38    | 6      | 4            | 0            | —           | —           | —             | —             | 5     | 0      | 47    | 6      |
| AFC Wimbledon                | 2011/2012         | EFL League Two                | 40    | 4      | 2            | 0            | 1           | 0           | —             | —             | 2     | 2      | 45    | 6      |
| AFC Wimbledon                | 2012/2013         | EFL League Two                | 23    | 2      | 2            | 0            | 0           | 0           | —             | —             | 0     | 0      | 25    | 2      |
| AFC Wimbledon                | Ogółem            | Ogółem                        | 101   | 12     | 8            | 0            | 1           | 0           | 0             | 0             | 7     | 2      | 117   | 14     |
| Margate FC                   | 2013/2014         | Ryman League Premier Division | 2     | 0      | —            | —            | —           | —           | —             | —             | —     | —      | 2     | 0      |
| Hayes & Yeading United FC    | 2013/2014         | Conference South              | 11    | 0      | —            | —            | —           | —           | —             | —             | —     | —      | 11    | 0      |
| Żebbuġ Rangers               | 2014/2015         | Maltese Premier League        | 16    | 4      | —            | —            | —           | —           | —             | —             | —     | —      | 16    | 4      |
| Arka Gdynia                  | 2015/2016         | I liga                        | 19    | 3      | 1            | 0            | —           | —           | —             | —             | —     | —      | 20    | 3      |
| Arka Gdynia                  | 2016/2017         | Ekstraklasa                   | 12    | 0      | 4            | 0            | —           | —           | —             | —             | —     | —      | 16    | 0      |
| Arka Gdynia                  | Ogółem            | Ogółem                        | 31    | 3      | 5            | 0            | 0           | 0           | 0             | 0             | 0     | 0      | 36    | 3      |
| Arka II Gdynia               | 2015/2016         | III liga                      | 4     | 2      | 0            | 0            | —           | —           | —             | —             | —     | —      | 4     | 2      |
| ÍA Akraness                  | 2017              | Úrvalsdeild                   | 17    | 0      | 2            | 0            | 1           | 0           | —             | —             | —     | —      | 20    | 0      |
| Ogółem w karierze            | Ogółem w karierze | Ogółem w karierze             | 205   | 22     | 16           | 0            | 2           | 0           | 0             | 0             | 9     | 2      | 232   | 24     |

## Życie prywatne
Urodził się w Londynie w dzielnicy Poplar w rodzinie nigeryjskich imigrantów.